# Ring (matematik)
En ring är en algebraisk struktur betecknad R(+,·), på vilken finns två operatorer + och · sådana att:
1. R är en abelsk grupp under addition, +.
2. Multiplikationen ·, är binär, sluten, associativ och distributiv med avseende på addition.
Om multiplikationen har ett neutralt element, ofta betecknat med 1, så sägs ringen vara unitär. Om multiplikationen är kommutativ, så kallas ringen kommutativ.
Z, Q och R är kommutativa unitära ringar. Mängden 2Z av jämna heltal utgör en ickeunitär kommutativ ring. Det (euklidiska) tredimensionella vektorrummet med vektoradditionen och kryssprodukten som operationer utgör en ring som varken är unitär eller kommutativ.

## Exempel
På en urtavla finns tal mellan 1 och 12. Om man använder de fyra räknesätten och om resultaten av räkningarna endast anges med tal mellan 0 och 11, får man en kommutativ unitär ring, i vilken gäller att:
- 1 + 1 = 2
- 10 + 1 = 11
- 11 + 1 = 12 = 0
- 3 * 3 = 9
- 3 * 4 = 12 = 0
- 4 * 4 = 4 (16 - 12 = 4, visaren fortsätter på nästa varv)
- 5 * 5 = 1 (25 - 12 - 12 = 1 , visaren går två varv)

## Definition
En ring är en struktur (S,*,+) som uppfyller
- (S, +) är en abelsk grupp:

S är sluten under addition: Om a och b är element i S är {\displaystyle a+b} ett element i S.
Additionen är associativ: För alla element a, b och c i S gäller att {\displaystyle (a+b)+c=a+(b+c)}.
Det existerar ett neutralt element 0, för additionen: {\displaystyle a+0=0+a=a}.
Additionen är inverterbar: För varje element a i S existerar ett b i S sådant att: {\displaystyle a+b=b+a=0}.
Additionen är kommutativ: För alla a och b i S gäller {\displaystyle a+b=b+a}.
- (S, *) är en semigrupp:

S är sluten under multiplikation: Om a och b är element i S är {\displaystyle a*b} ett element i S.
Multiplikationen är associativ: För alla element a, b och c i S gäller att {\displaystyle a*(b*c)=(a*b)*c}.
- Operatorn * distribuerar över operatorn +, det vill säga för alla element a, b, och c i S så gäller a * (b + c) = (a * b) + (a * c) och (b + c) * a = (b * a) + (c * a)

En ring sägs vara en kommutativ ring om (S, *) är en kommutativ semigrupp, det vill säga om {\displaystyle a*b=b*a}. En ring sägs vara unitär eller "ha en etta", om (S, *) är en monoid, det vill säga om det finns ett neutralt element med avseende på multiplikationen. Ofta underförstås att de betraktade ringarna är unitära och ibland också att de är kommutativa.
Exempel på ringar är:
- Ringen av heltal, Z.
- Ringen av gaussiska heltal Z[i], det vill säga mängden av tal på formen a + bi där a, b är heltal och där + och * är de gängse additions- respektive multiplikationoperatorerna.
- Ringen av polynom {\displaystyle \mathbf {C} [x_{1},..,x_{n}]} i n variabler. Denna ring är koordinatringen för det n-dimensionella komplexa affina planet.
- Ringen av de hela talen modulo 12, {0, 1, 2...11}, som har nolldelare.
- Ringen av n×n-matriser.

Samtliga dessa ringar är unitära och alla utom den sista är kommutativa.